# 홍콩 대학
홍콩 대학(중국어 정체자: 香港大學, 영어: The University of Hong Kong)은 1877년에 설립된 홍콩 최고 명문 고등 공립 교육기관이다. 영어로 수업을 하는 홍콩에서 가장 오래된 대학이다. 홍콩 대학은 2025년 QS 아시아 대학 랭킹에서 2위를 차지 했으며 세계 대학 랭킹에서는 11위를 차지하였다.
홍콩섬 서쪽에 본 캠퍼스가 있고 신계에 연구소가 있다. 2009년도 재학생 21,65명, 교직원 수 6,539명이었다. 2010년 현재 학장은 도널드 챙 교수이며, 명예 총장은 행정장관이 맡고, 행정장관이 누락된 경우 행정장관 대행이 명예 총장 대행을 겸한다. 대학의 약칭은 港大, HKU라고 표기를 한다.
저명한 졸업생으로 중화민국을 성립시킨 쑨원이 있다.

## 연혁

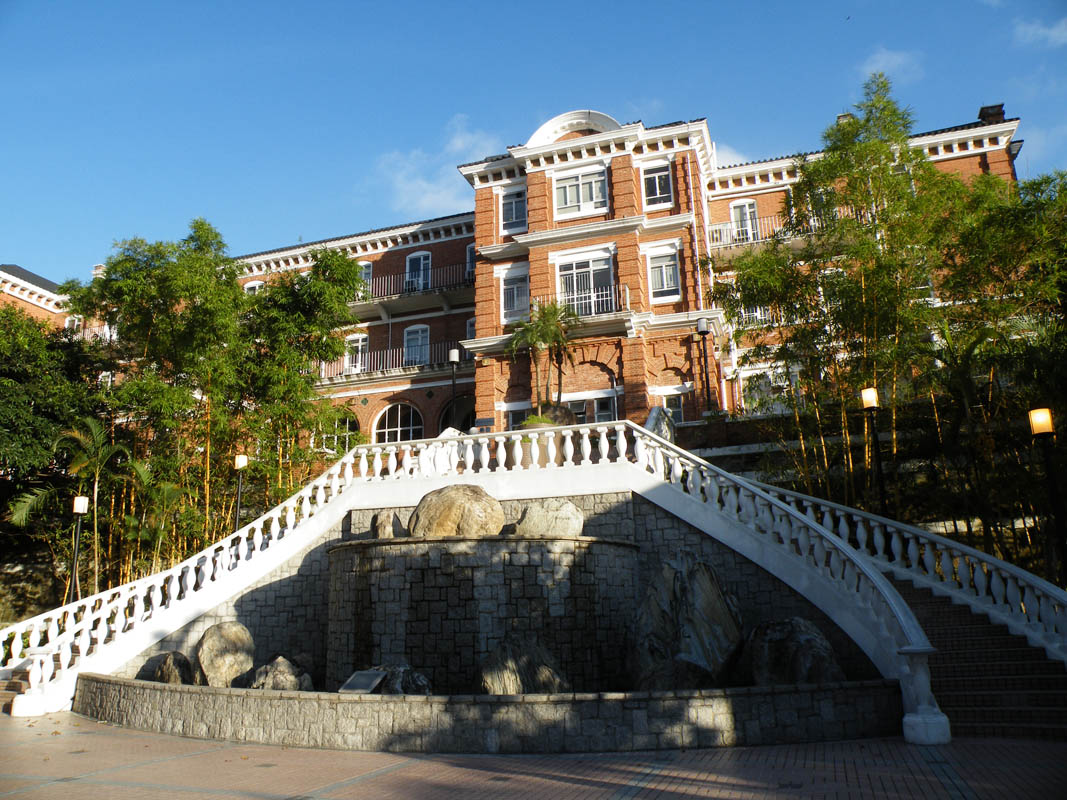
캠퍼스의 고대 건물

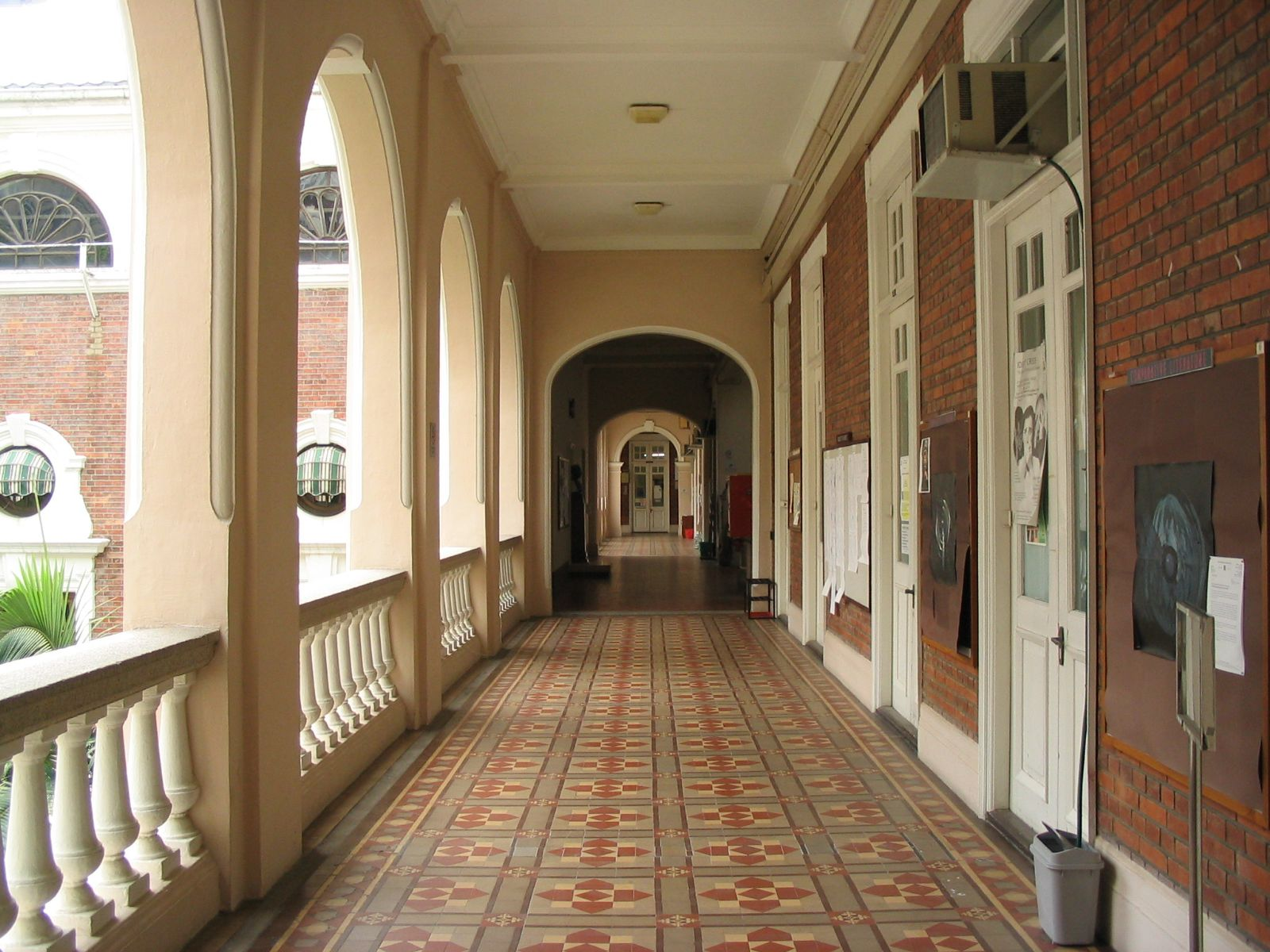
본관 복도

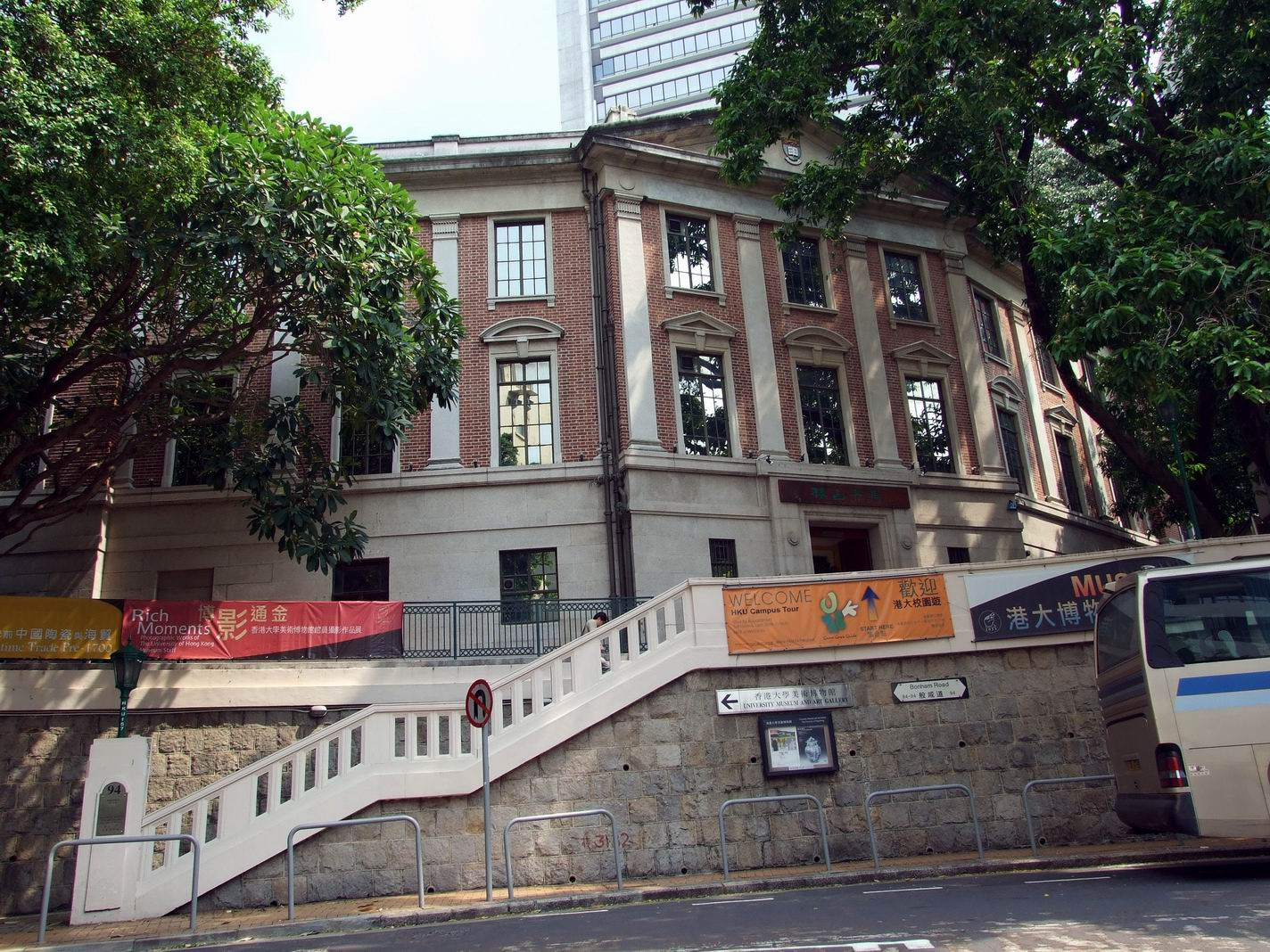
대학 박물관 및 미술관

1877년 설립된 홍콩 서의 서원(香港西醫書院)을 전신으로, 1910년 당시 홍콩 총독 써 프레드릭 르 가드에 의해 종합대학으로 개편되었다. 3월 16일을 창립 기념일로 한다. 1911년 대학으로 인가되어 1912년 첫 입학식을 가졌다. 당시는 의과 대학, 공학부, 문학부의 3학부 뿐이었지만, 현재는 교육, 법률, 경영, 인문, 사회 과학 등 10개 학부로 발전했다. 제2차 세계대전 중 일본군의 점령으로 일시적으로 폐쇄된 적이 있다.

## 본토 유학생
홍콩은 중국 반환 이후 대륙과의 교류가 번성하고, 최근에는 대륙에서 유학생이 홍콩에서 취업하는 경우가 많으며, 그 40%가 홍콩에서 취업하고 있다.

## 조직
10 학부 및 기타 학술 연구 센터가 있다.

### 학부
- Faculty of Architecture
- Faculty of Arts
- Faculty of Business and Economics
- Faculty of Dentistry
- Faculty of Education
- Faculty of Engineering
- Faculty of Law
- Li Ka Shing Faculty of Medicine
- Faculty of Science
- Faculty of Social Sciences

### 학술 센터
- APEC Study Centre
- Biomedical Engineering Research Centre
- Centre for the Advancement of University Teaching
- Centre for the Cellular Biology
- Center for E-Commerce Infrastructure Development (CECID) - Collaborated with the Department of Computer Science
- Centre for the Educational Leadership
- Centre of the Endocrinology and Diabetes
- Centre for Materials Science
- Centre of American Studies
- Centre of Asian Studies
- Centre of Buddhist Studies
- Centre of Urban Planning and Environmental Management
- Centre on Ageing
- CMI Support Centre 보관됨 2011-07-21 - 웨이백 머신
- Cognitive Science Centre
- Comparative Education Research Centre
- English Centre
- E-Business Technology Institute (ETI) - In Partnership with IBM
- General Education Unit
- Genome Research Centre
- Geographic/Land Information System Research Centre
- HKU Pasteur Research Centre Ltd
- Hong Kong Centre for Problem-Based Learning
- International Research Centre for Electric Vehicles
- Institute of Human Performance
- Institute of Molecular Biology
- Journalism and Media Studies Centre
- Kadoorie Agricultural Research Centre
- Neuroscience Research Centre
- Swire Institute of Marine Science
- The Institute of Cardiovascular Science & Medicine
- Women's Studies Research Centre

### 홍콩대학교 전문교육원 및 평생교육원
HKU SPACE (School of Professional and Continuing Education)는 다양한 주제에 광범위한 지속 교육을 위해 1956년 설립되었으며, 예를 들면 홍콩 외 소재 대학교들의 Top-Up degree (해외 대학교의 학위), 석사, 박사학위, 언어, 학술토론, 문화 프로그램 및 중의학 등이 있다. HKU SPACE는 홍콩 정부의 보조금 없이 운영하나 홍콩대학교의 한 중요기관으로서 지원을 받는다. 한편 홍콩은 매년 8만명 이상의 고등학교 졸업자가 배출되어 대학진학을 준비하지만 대학교가 8곳에 불과해 대학입학이 상당히 어려운 구조이며 그 대안으로 대한민국 내 대학 전산원 및 평생교육원과 비슷한 과정을 여러 대학교에서 운영중이며 홍콩대학교 SPACE 또한 그러한 과정을 운영중이다.

### 홍콩대학교 부속학원
HKU SPACE CC (Community College, 커뮤니티 컬리지)는 '홍콩대학교 부속학원'(香港大學附屬學院)이란 이름으로 설립되었다. 본 과정은 2년 후 홍콩대학교 3학년에 들어간다 혹은 그 외 대학교 3학년에 편입하여 학사학위 졸업이 가능하다. 입학결정은 최소대학입학요구 점수가 아닌 학교 인터뷰를 통해 정해진다.